# PRC (canción)
«PRC» —siglas de «Polvo, ruedas y cristal»— es una canción grabada e interpretada por los cantantes de música regional mexicana Peso Pluma y Natanael Cano. La canción fue escrita por ellos y Jesús Roberto Laija García quién también la produjo junto a Iván Leal Reyes. Fue publicada y lanzada como sencillo el 24 de enero de 2023 a través de Prajin Records, Rancho Humilde y Los CT.
Musicalmente es un corrido tumbado con lírica que hace apología al crimen organizado, tratando de un hombre que se dedica a la elaboración y venta de drogas, hablando también de los lujos que le deja el dedicarse a eso.
La canción alcanzó el puesto número 35 en la lista Billboard Hot 100 de Estados Unidos, y el puesto 2 en la lista Mexico Songs en México. El 29 de junio de 2023 fue incluida en la versión deluxe del tercer álbum de estudio de Peso Pluma Génesis.

## Video musical
Un vídeo musical se publicó el 26 de enero de 2023, dos días después del lanzamiento de la canción como sencillo. El vídeo se estrenó en el canal oficial de YouTube de Peso Pluma, fue dirigido por Barush y producido por George Prajin. En sus primeras semanas de estreno, el video se posicionó en el top 10 de tendencias de México en YouTube. Hasta octubre de ese año, el video contaba con más de 174 millones de reproducciones.

## Presentaciones en vivo
La canción fue incluida en el set de canciones tocadas en la gira musical de Peso Pluma Doble P Tour. Mayormente cantada en solitario por él, pero teniendo de invitado a Cano en algunas fechas de México y Estados Unidos. Peso Pluma interpretó la canción el 20 de abril de 2023, cuando fue uno de los invitados del show de la cantante Becky G en el Festival de Música y Artes de Coachella Valley con quién también actuó su colaboración juntos «Chanel».

## Posicionamiento en listas
| Lista (2023)                       | Mejor posición |
| ---------------------------------- | -------------- |
| Bolivia (Bolivia Songs)            | 21             |
| Colombia (Colombia Songs)          | 23             |
| Ecuador (Ecuador Songs)            | 21             |
| Estados Unidos (Billboard Hot 100) | 33             |
| Estados Unidos (Hot Latin Songs)   | 4              |
| Global 200 (Billboard)             | 21             |
| México (Mexico Songs)              | 2              |

## Certificaciones
| País           | Organismo certificador | Certificación      | Ventas certificadas | Ref.   |
| -------------- | ---------------------- | ------------------ | ------------------- | ------ |
| Estados Unidos | RIAA                   | 4× platino (Latin) | 240 000             | [ 14 ] |
| México         | AMPROFON               | Diamante           | 700 000             | [ 15 ] |